# Asteia societas
Asteia societas är en tvåvingeart som beskrevs av Malloch 1933. Asteia societas ingår i släktet Asteia och familjen smalvingeflugor.
Artens utbredningsområde är Sällskapsöarna. Inga underarter finns listade i Catalogue of Life.